# Bactrocera perpusilla
Bactrocera perpusilla är en tvåvingeart som först beskrevs av Drew 1971.  Bactrocera perpusilla ingår i släktet Bactrocera och familjen borrflugor.
Artens utbredningsområde är Nya Kaledonien. Inga underarter finns listade.